# Dominique-Marquard de Löwenstein-Wertheim-Rochefort
Pour les articles homonymes, voir Löwenstein (homonymie).
Dominique-Marquard, Prince de Löwenstein-Wertheim-Rochefort (7 novembre 1690 – 11 mars 1738) est le deuxième prince de Löwenstein-Wertheim-Rochefort.

## Biographie
Il est le sixième fils et le neuvième enfant de Maximilien-Charles de Loewenstein-Wertheim-Rochefort (1656 - 1718), et son épouse la comtesse Marie-Polyxène Khuen de Lichtenberg et Belasi (1658 - 1712). Il est nommé d'après Marquard Sebastian von Schenk von Stauffenberg, (1644-1693) le Prince-Évêque de Bamberg, qui est son parrain.
Le 28 février 1712, il épouse Christine de Hesse-Wanfried (1688 - 1728), fille de Charles de Hesse-Wanfried et de sa seconde épouse, la comtesse Julienne-Alexandrine de Leiningen-Dagsbourg. Depuis que son frère aîné soit mort, célibataire et sans enfants, il devient prince héréditaire. Dominique Marquard et Christine ont treize enfants, dont neuf ont survécu à l'âge adulte:
- Marie-Christine de Löwenstein-Wertheim-Rochefort (née et morte en 1713)
- Charles-Thomas de Löwenstein-Wertheim-Rochefort (1714 - 1789) épouse la princesse Marie Charlotte de Holstein-Wiesenbourg, et a une fille  la princesse Léopoldine de Löwenstein-Wertheim-Rochefort qui épouse son cousin, Charles-Albert II de Hohenlohe-Waldenbourg-Schillingsfürst; veuf, il épouse morganatiquement Marie Joséphine de Stipplin
- Jean-Philippe-Ernest-Charles de Löwenstein-Wertheim-Rochefort (1715 - 1734)
- Léopold-Constantin de Löwenstein-Wertheim-Rochefort (1716 - 1770) célibataire
- François-Charles-Guillaume-Conrad de Löwenstein-Wertheim-Rochefort (1717 - 1750) épouse la baronne Josepha Schirndinger de Schirnding et a un fils
- Christian Philippe Joseph Alexandre de Löwenstein-Wertheim-Rochefort (1719 - 1781), épouse en 1773, Françoise d'Humbert, sans descendance
- Jean-Joseph Wenzel de Löwenstein-Wertheim-Rochefort (1720 - 1788) épouse la baronne Dorothée de Hausen-Gleichenstorff et a un fils
- Sophie-Wilhelmine Marie de Löwenstein-Wertheim-Rochefort (1721-1749) épouse Charles Albert Ier, prince de Hohenlohe-Waldenbourg-Schillingsfürst (1719-1793)
- Théodore-Alexandre de Löwenstein-Wertheim-Rochefort (1722 - 1780) marié en 1751 à la comtesse Louise de Leiningen-Dachsbourg-Hartenbourg
- Une fille
- Un fils
- La princesse Marie-Léopoldine de Löwenstein-Wertheim-Rochefort (1726 - 1759) mariée à Jean-Joseph Thomas Giovanni Verclos
- Un fils

En 1718, il succède à son père, et fait l'acquisition de divers biens qui devraient influer sur l'histoire de la Maison de Löwenstein-Wertheim; en 1720, la seigneurie de Haid et de son château en Bohême, en 1721, la petite ville de marché Kleinheubach sous la possession des comtes d'Erbach et 1730, le comte de Rosenberg en Bade, dérivé de la ligne catholique de la famille.
Le 17 juillet 1728, sa femme meurt en couches. Il meurt dix ans plus tard, à Venise, où il s'était rendu pour assister au Carnaval déguisé, et est enterré là, mais son cœur est déplacé à l'église de Wertheim.

## Sources
- Martina Heine: Dominik Marquard heiratete Hessin. Dans: Wertheimer Zeitung vom 28. Februar 2012